# Триплатинакобальт
Триплатинакобальт — бинарное неорганическое соединение
платины и кобальта
с формулой CoPt3,
кристаллы.

## Получение
- Сплавление стехиометрических количеств чистых веществ:

{\displaystyle {\mathsf {3Pt+Co\ {\xrightarrow {750^{o}C}}\ CoPt_{3}}}}

## Физические свойства
Триплатинакобальт образует кристаллы
кубической сингонии,
пространственная группа P m3m,
параметры ячейки a = 0,3831 нм, Z = 1,
структура типа тримедьзолота AuCu3

Соединение образуется при твёрдотельной реакции упорядочения при температуре 750°С
и имеет широкую область гомогенности 60÷80 ат. % платины .

## Применение
Используется для изготовления постоянных магнитов с высокой коэрцитивной силой и остаточной намагниченностью (сплав ПлК-78).